# Костомлоти (Нижньосілезьке воєводство)
Костомлоти (пол. Kostomłoty, нім. Kostenblut) — село в Польщі, у гміні Костомлоти Сьредського повіту Нижньосілезького воєводства.
Населення — 993 особи (2011).
У 1975-1998 роках село належало до Вроцлавського воєводства.

## Демографія
Демографічна структура станом на 31 березня 2011 року:
|          | Загалом | Допрацездатний вік | Працездатний вік | Постпрацездатний вік |
| -------- | ------- | ------------------ | ---------------- | -------------------- |
| Чоловіки | 474     | 87                 | 355              | 32                   |
| Жінки    | 519     | 98                 | 323              | 98                   |
| Разом    | 993     | 185                | 678              | 130                  |